# Front Innocent
Front Innocent (フロントイノセント?, Foronto Inosennto) è un anime hentai prodotto in Giappone l'11 novembre 2004 dal mangaka Satoshi Urushihara autore di titoli come Plastic Little e Chirality. All'episodio zero, una specie di introduzione, è successivamente seguito il primo episodio della serie in data 10 marzo 2005.
L'anime si fa apprezzare per la cura maniacale dei dettagli, cosa non frequente per i prodotti hentai dell'epoca, e per l'eccellente colonna sonora. Anche se durante i titoli di coda sono presenti alcune scene indicanti un seguito, ad ora esso non risulta mai essere stato realizzato.

## Storia
Fin da piccoli Faye, John e Sophia sono legati da una fortissima amicizia che va al di là del proprio rango sociale e durante un'assolata giornata i tre si fanno la promessa di prendersi cura l'uno dell'altro per sempre. Faye però è dovuta partire per studiare da sua zia Martha e si è assentata per due mesi ed in questo periodo ha lasciato la cura del suo amato John a Sophia. Questa fa di tutto per rendere felice John e si dona lui ogni qualvolta lui la desideri ma entrambi non hanno nel cuore altri che Faye.
Di ritorno a casa Faye trova suo padre Michael che copula con le donne della servitù ma non se ne preoccupa essendo una cosa del tutto normale nella loro residenza. Infatti le uniche persone vestite presenti sono quelle di un certo rango sociale oltre a Sophia. Faye va alla ricerca dei suoi due amici e li trova nel fienile nudi dopo che essi avevano appena finito di copulare. I due l'accolgono e la spogliano e Faye comincia a fare l'amore con John alternandosi a Sophia. Durante il rapporto fra John e Sophia il padrone li vede e durante la cena chiede a Faye se nel pomeriggio si fosse divertita, col risultato di mettere i tre in imbarazzo.
Durante la notte Faye ringrazia Sophia per quello che ha fatto in sua assenza e mantiene la promessa ad ella fatta donandosi a lei per la notte. Il proprietario terriero giunto alla fattoria consegna un invito a Michael per i tre ragazzi alla festa che si tiene nella sua proprietà, le giovani e spensierate ragazze non sanno nulla del pericolo che incombe su di loro, solo John ha intuito i veri intenti di Lord Mark.

## Personaggi
- Faye: la protagonista dell'anime, ha un cuore puro e nobile ed è innamorata di John che chiama sempre fratellone. Ha un rapporto molto stretto anche con Sophia al limite tra l'amore e l'amicizia.
- John: l'amato di Faye, da piccola l'ha salvata da una caduta da cavallo e da quel giorno lei ha giurato di prendersene cura per sempre. Ha una grossa cicatrice a forma di X sulla spalla destra a causa di quell'incidente.
- Sophia: viene accolta nella fattoria da piccola e le viene affidata la cura di Faye a cui dona tutta se stessa. Durante l'assenza della sua amata mantiene la promessa fatta prendendosi cura anche di John.

## Doppiaggio
- Kazuhiko Inoue: John
- Kumi Sakuma: Faye
- Hiromi Hirata: Eichel
- Kaname Yuzuki: Aine